# Ephedra distachya
Ephedra distachya és una espècie de gimnosperma de la divisió Gnetophyta, família Ephedraceae, present als Països Catalans.

## Noms comuns
Ephedra distachya rep diversos noms comuns en català: trompera, arbre de la sorra, efedra, genitina, ginesta, ginesta borda, raïm de mar, èfedra, ginestra.

## Descripció
És un arbust de fins a 30 cm d'alçada amb fulles petites i escamoses. El "fruit" és un aqueni amb bràctees carnoses i una sola llavor. Tècnicament no hi ha fruits pel fet que no hi ha carpels que formin ovaris (gimnospermes). Són generalment dioiques i produeixen cons d'una mida relativa.

## Distribució i hàbitat
Es distribueix per zones seques, principalment a les subtropicals i creix a terrenys sorrencs.

## Propietats
- Estimulant del sistema simpàtic, amb efecte semblant al produït per l'adrenalina.
- Potent dilatador bronquial recomanat per a l'asma i la tos.
- Com qualsevol efedra, conté alcaloides: l'efedrina, seudoefedrina, fenilpropanolamina, i epinefrina.

## Història
L'acció d'aquesta planta contra l'asma era coneguda pels xinesos des de fa uns 5.000 anys, amb el nom de Ma Huang.
S'utilitza per a alleujar dolors musculars i reumàtics i com un estimulant, és cardiotònic a la medicina ayurveda. A vegades s'identifica amb la llegendària droga soma (droga al·lucinògena), que es descriu a l'Avesta (l'antic text sagrat zoroàstric) i el Rig-veda (el text més antic de l'Índia, de mitjans del II mil·lenni a.C.).
L'efedrina va ser estudiada el 1924 i l'empresa química Merck & Co la va sintetitzar el 1926.

## Taxonomia
Ephedra distachya va ser descrita per Linné i publicada a Species Plantarum 2: 1040. 1753.

### Etimologia
- Ephedra: nom genèric que prové del grec: éphedra = "asseguda a sobre" // segons Dioscòrides, sinònim de hippuris = equiset // a Plini el Vell, una planta enfiladissa afila.[4]
- distachya: epítet específic llatí que significa, dística, "amb dues espigues".[5]

### Sinonímia
- Chaetocladus distachys (L.) J. Nelson
- Ephedra dystachia[6]

## Galeria

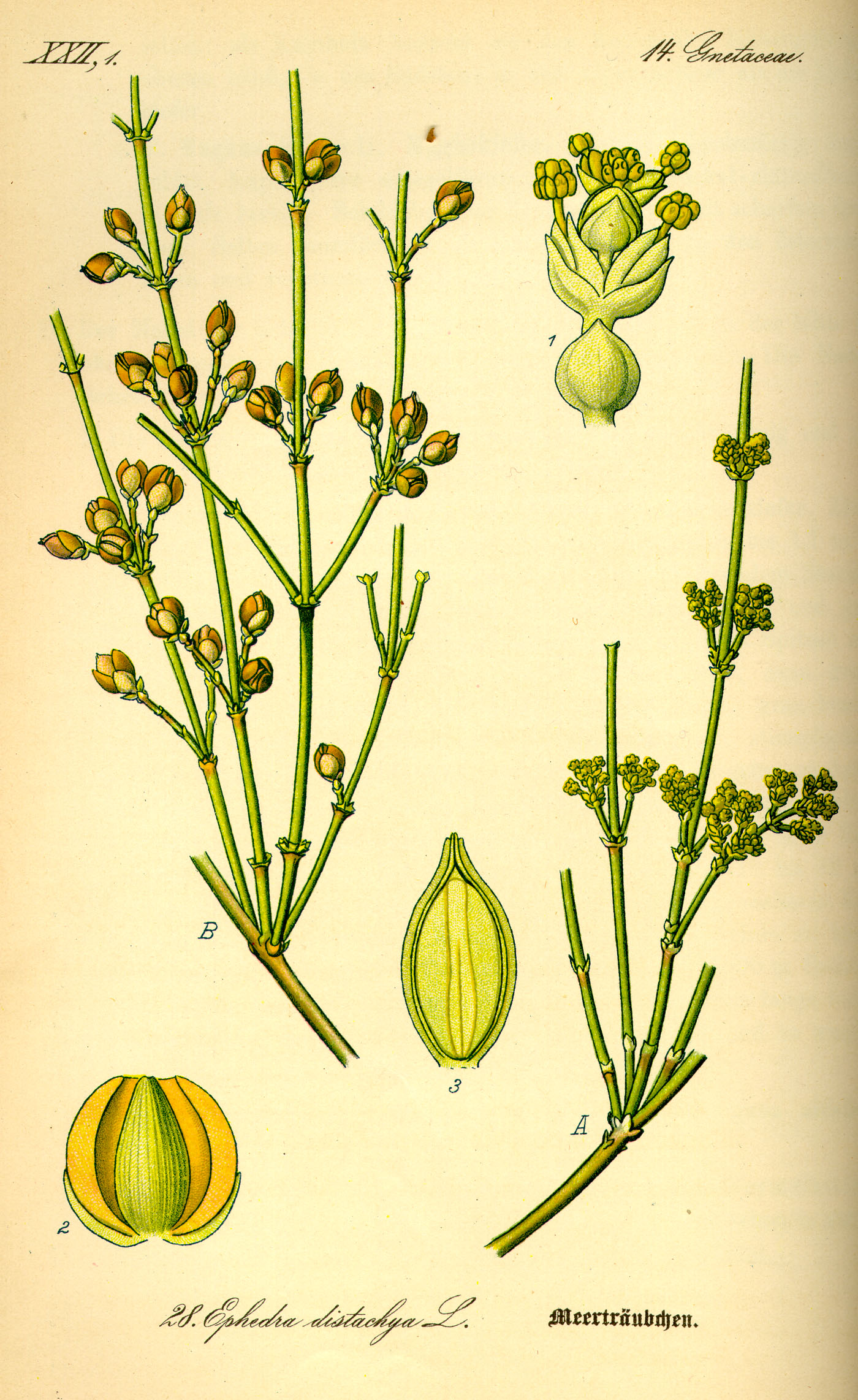
Il·lustració
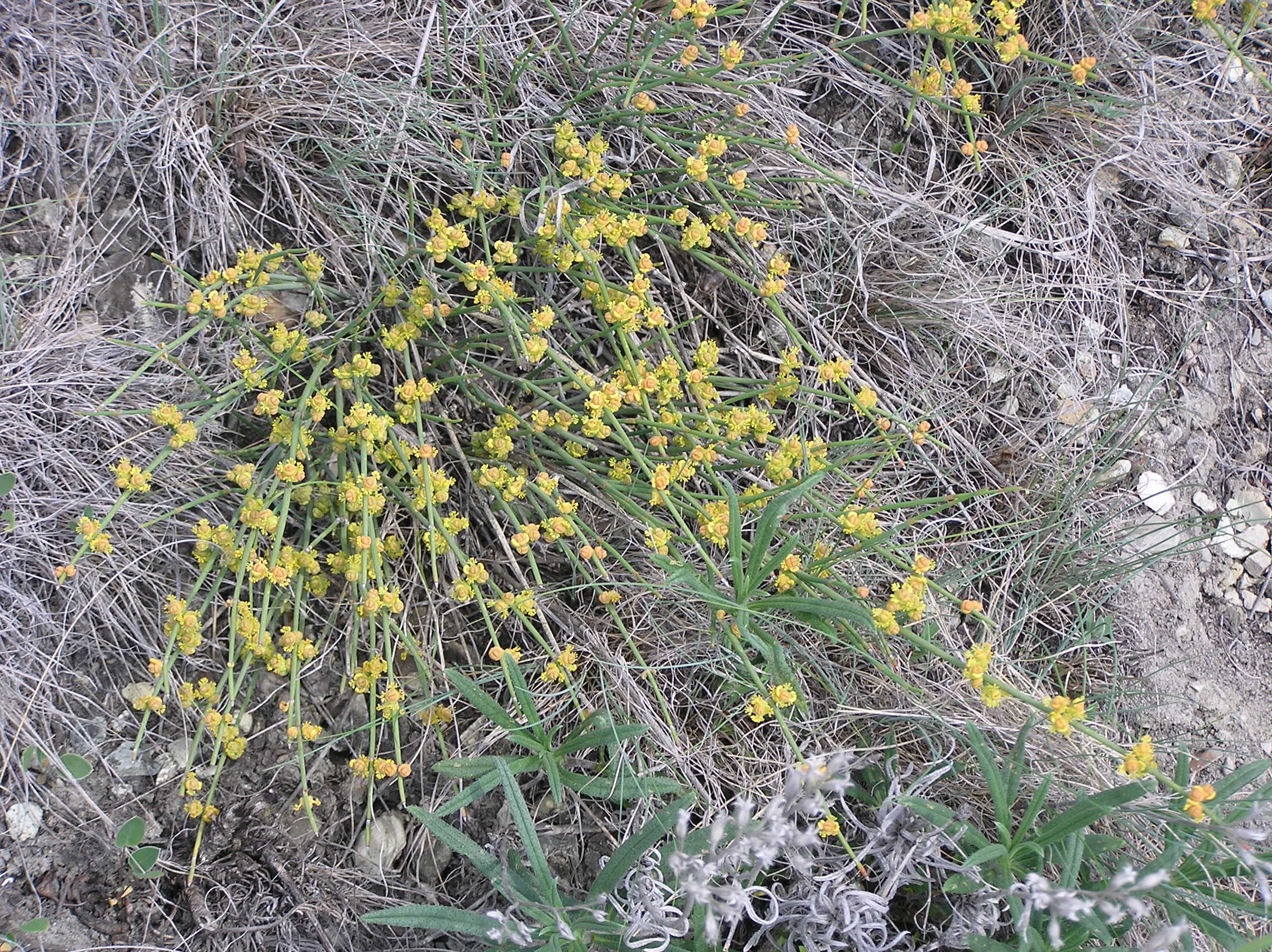
Planta masculina en flor
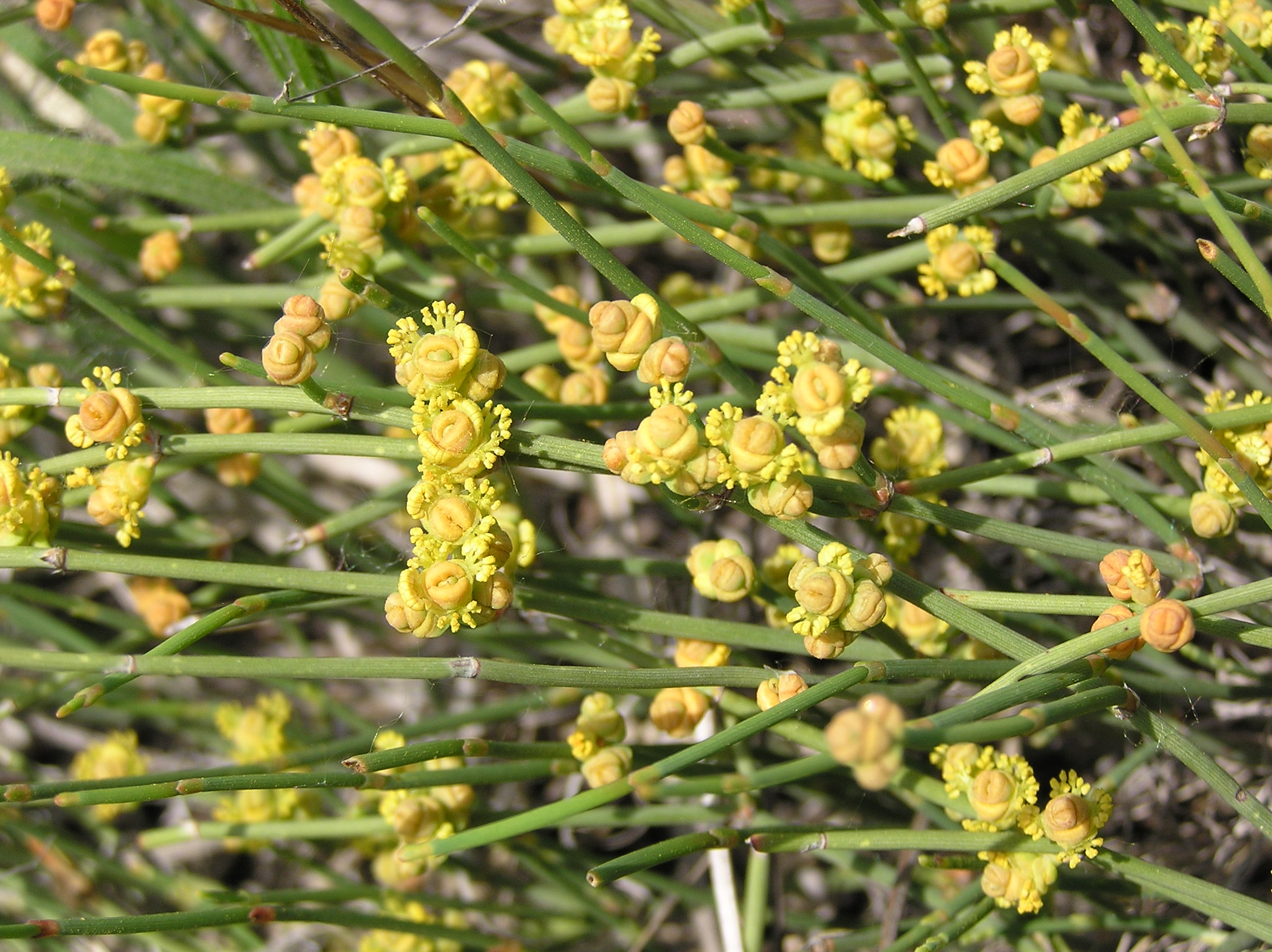
Cons de pol·len
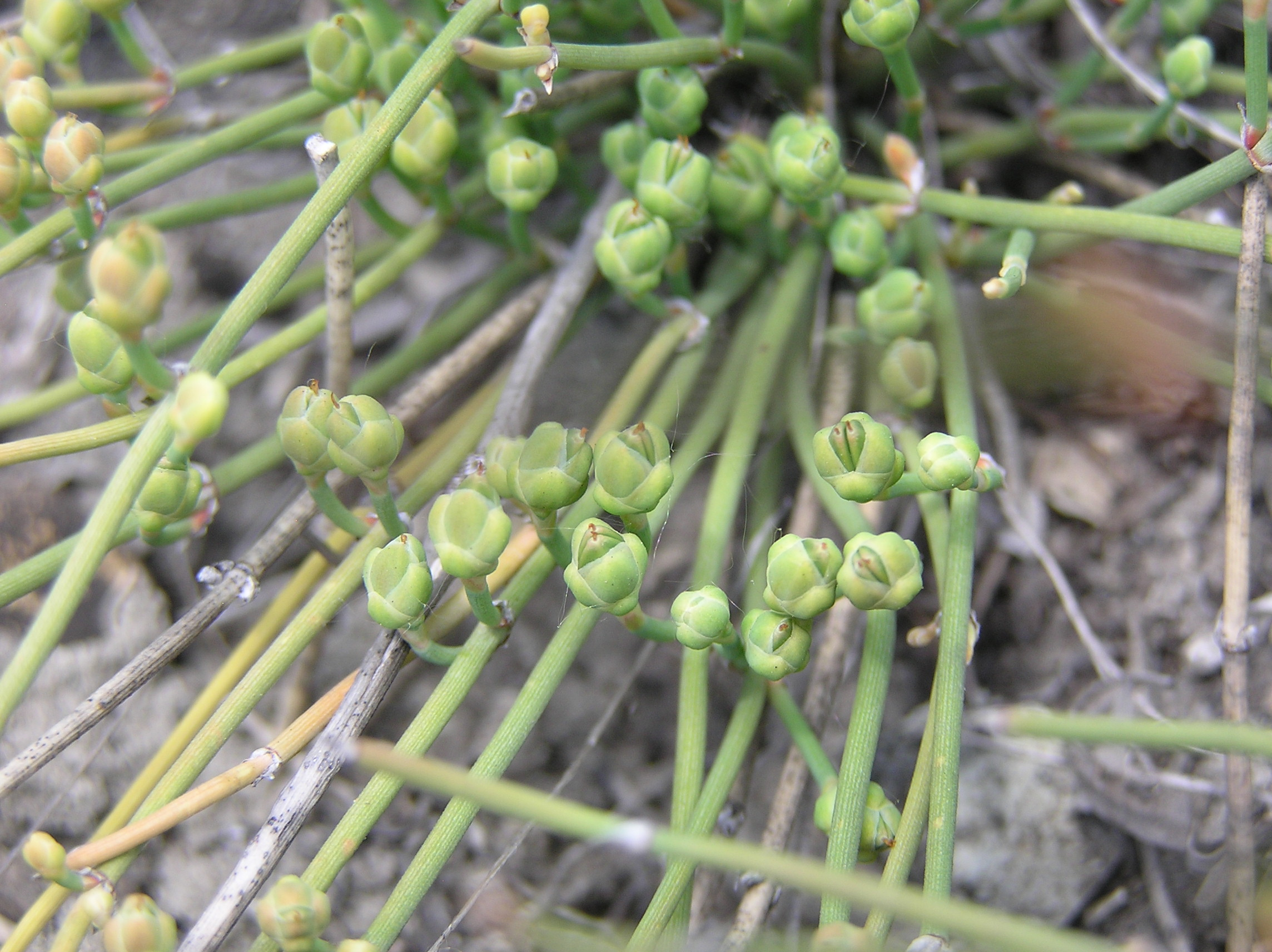
Cons femenins
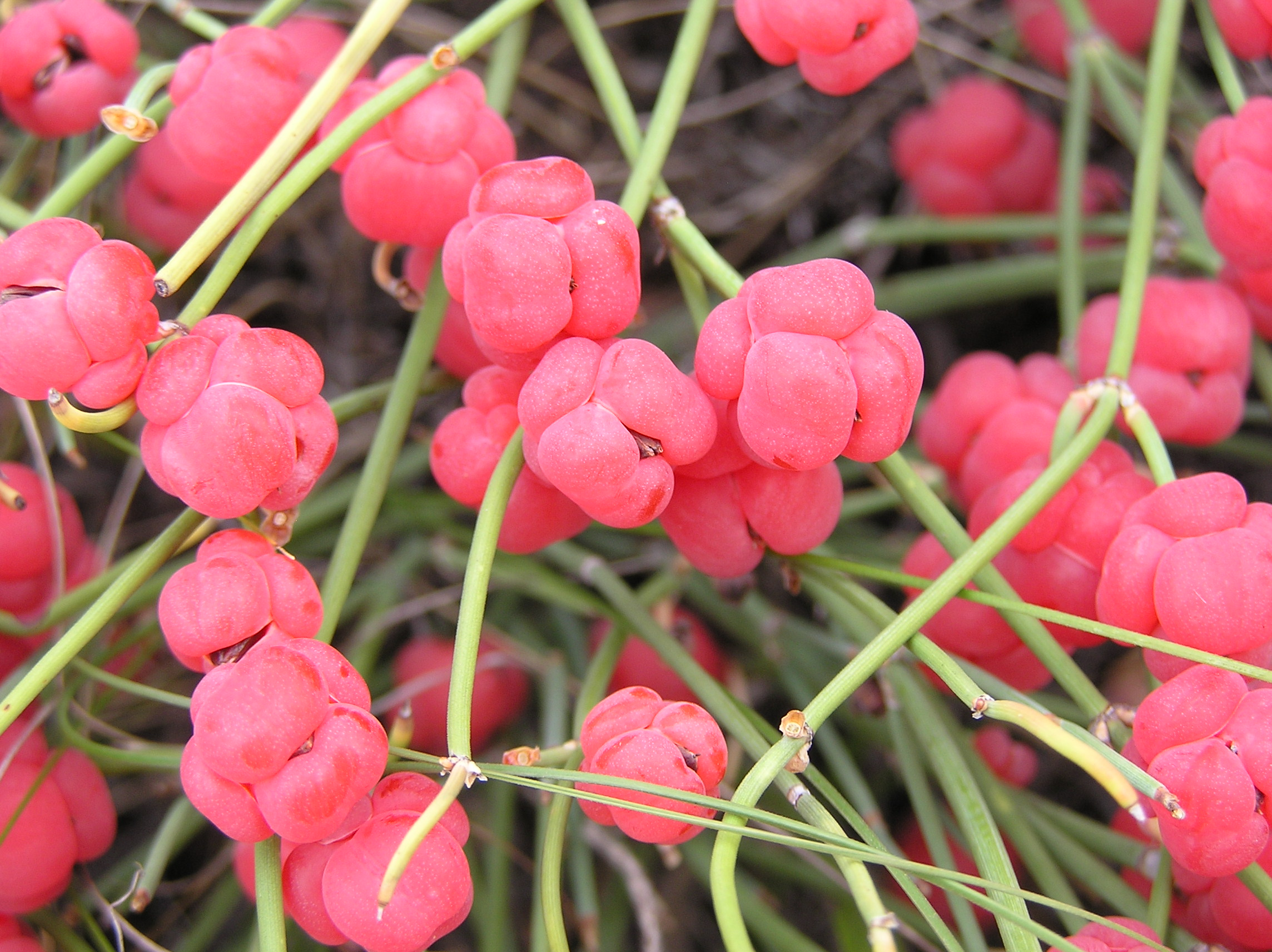
Cons madurs amb llavors
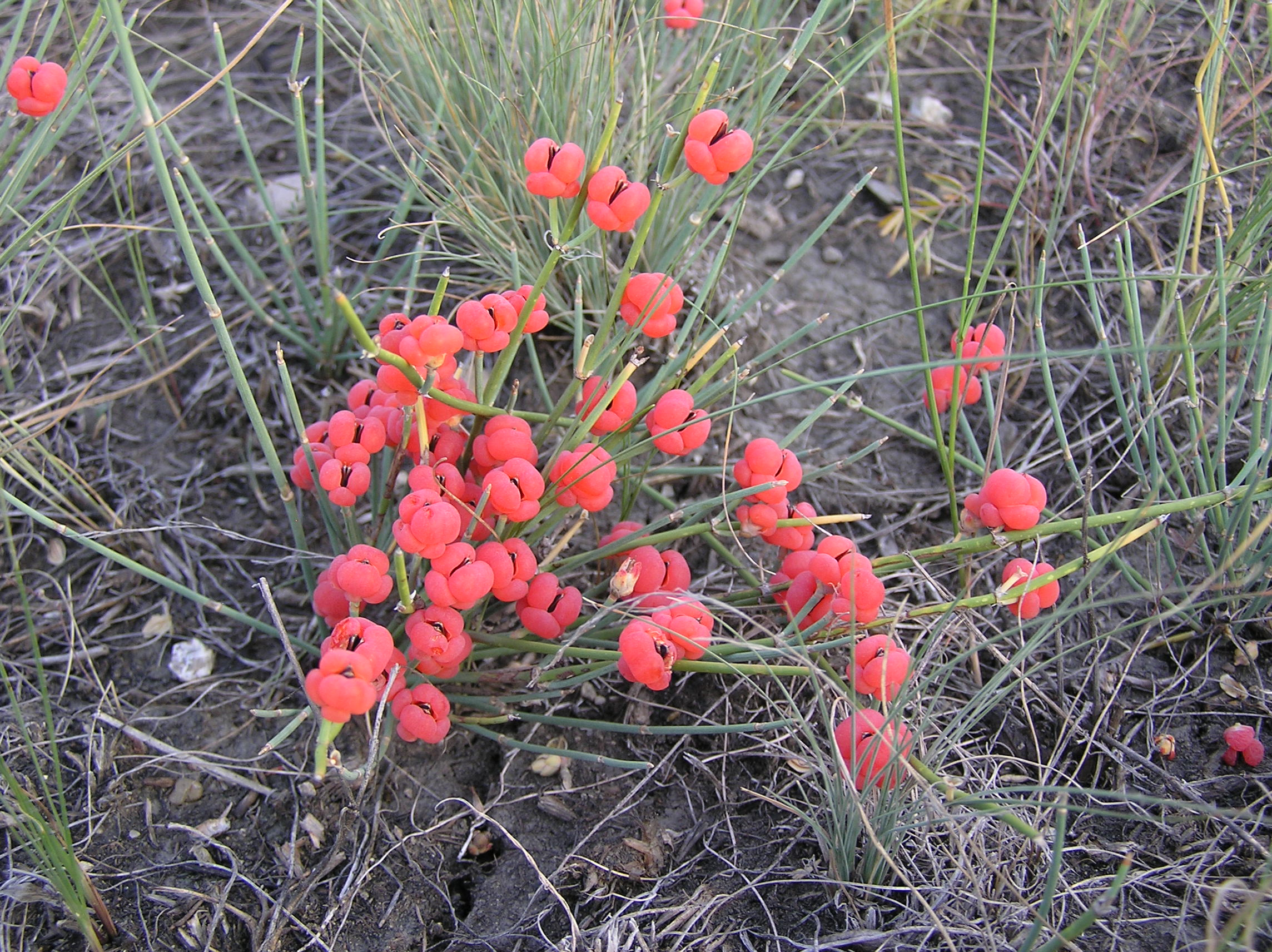
Planta femenina amb cons madurs
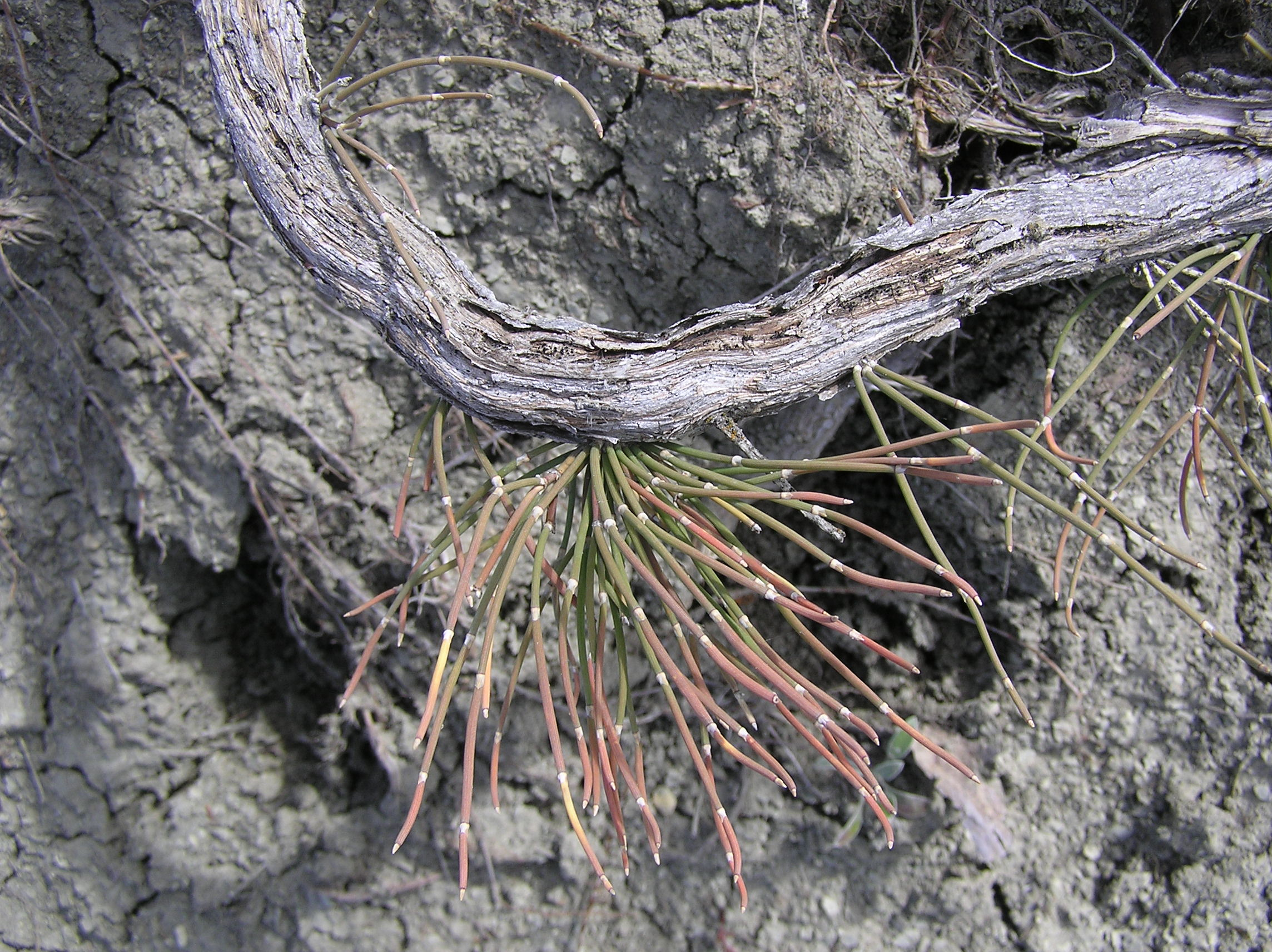
Rizoma i escorça